# ملعب الفيحاء (العراق)
ملعب الفيحاء هو ملعب متعدد الأغراض في البصرة، جنوب العراق. الملعب جزء من مجمع مدينة البصرة الرياضية، يتم استخدامه في الغالب لمباريات كرة القدم ولديه أيضًا مرافق لألعاب القوى، تبلغ سعة الملعب 10000 متفرج. تم تسميته من قبل وزارة الشباب والرياضة في عام 2019 بملعب محمد مصبح الوائلي.